# Rosalie Goes Shopping
Rosalie Goes Shopping ist eine deutsch-amerikanische Filmkomödie von Percy Adlon aus dem Jahr 1989.

## Handlung
Rosalie lebt mit ihrem Ehemann Ray, den sie Liebling nennt, in Stuttgart (Arkansas). Ray Greenspace ist hier geboren und hatte die bayrische Rosalie während seiner Armeezeit in Deutschland kennengelernt. Die Großfamilie lebt mit ihren sieben Kindern in der Langeweile der amerikanischen Provinz. Rosalies und Rays Leben ist geprägt vom Werbewahnsinn des amerikanischen Fernsehens. Sie leben in einer Konsumwelt und kennen die Werbeslogans auswendig – nur leisten können sie sich die propagierten Dinge nicht. Dies ist jedoch kein Hindernis für Rosalie. Mit zahlreichen gefälschten Kreditkarten und Schecks erfüllt sie die Wünsche ihrer Familie. Während ihr Mann Ray mit seinem gelben Doppeldeckerflugzeug die Felder mit Insektenvernichtungsmitteln besprüht, geht Rosalie neben der Haushaltsführung auf Einkaufstour. Sie ist sich jedoch ihres Fehlverhaltens bewusst und erleichtert ihre Seele als gläubige Katholikin beim Gemeindepfarrer.
Problematisch wird ihr Leben, als die Kaufleute in Stuttgart ihre Kreditkarten und Schecks nicht mehr akzeptieren. Erst die Anschaffung eines Computers lässt die Zukunft wieder rosiger für Rosalie aussehen. Jetzt entwickelt sich die naive Hausfrau zur gefürchteten Hackerin und geht auf eine ganz neue Einkaufstour.

## Hintergrund
Percy Adlon hatte Marianne Sägebrecht 1983 entdeckt und sie mit einer kleinen Rolle in seinem Film Die Schaukel bedacht. In Zuckerbaby spielte sie 1985 erstmals die Hauptrolle in einem Adlon-Film. In seinem Überraschungserfolg Out of Rosenheim führte Adlon Sägebrecht 1987 als Bayerin erstmals nach Amerika. Den Erfolg dieses Films versuchte er in Rosalie Goes Shopping mit einer ähnlich charakterisierten Protagonistin zwei Jahre später zu wiederholen, was jedoch nicht gelang.

## Kritiken
- Lexikon des internationalen Films: Betont schräge Komödie, zugeschnitten auf die Hauptdarstellerin Marianne Sägebrecht, die nach ihren erfolgreichen Rollen in "Zuckerbaby" und "Out of Rosenheim" erneut mit entwaffnender Naivität und Schlitzohrigkeit die Zuschauer gewinnt, aber die Schwächen des Buches nicht ausgleichen kann. Mäßige Unterhaltung.[1]

## Auszeichnungen

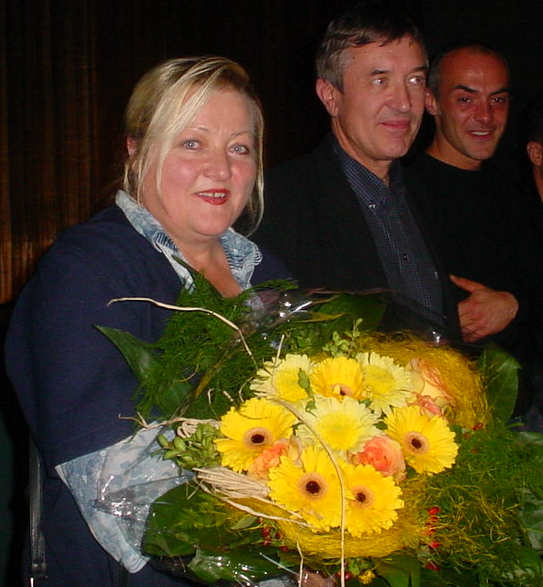
Marianne Sägebrecht, Star des Films

Der Film wurde in den Wettbewerb der Internationalen Filmfestspiele von Cannes 1989 eingeladen, wo er seine Welturaufführung erlebte, bei der Preisvergabe aber nicht berücksichtigt wurde. Der Film kam im November 1989 in die deutschen Kinos.